# The Lesson of the Master
The Lesson of the Master (em português A Lição do Mestre) é uma novela escrita por Henry James, publicada originalmente em 1888.

## Enredo
A novela relata a história de um jovem escritor, Paul Overt, que encontra Henry St. George, um famoso novelista que admira. Durante esse período, Overt também conhece e se apaixona por Marian Fancourt, uma jovem mulher que admira o trabalho de ambos, St. George e Overt. Na época em que isso ocorre, St. George, que é casado, adverte Overt sobre o fato de que um casamento, ou a possibilidade da constituição de uma família, podem significar a morte da sua criatividade e da sua carreira. Overt então aceita a argumentação de St. George, a quem ele muito considera, e se afasta da jovem Marian por quem é apaixonado, retirando-se para escrever em completa solidão. Quando ele retorna, porém,  descobre que a esposa de St. George falecera e que ele se casara com Marian Fancourt. Overt sente que St. George agira para ficar ele mesmo com a Senhorita Fancourt, mas St. George insiste que casou com ela apenas para salvar a carreira de Overt.

## Traduções
A primeira tradução no Brasil foi realizada em 1993, por Paulo Henriques Britto, para o livro A morte do leão: histórias de artistas e escritores, pela Companhia das Letras. O livro apresentava 5 contos, A morte do leão, A lição do mestre, A coisa autêntica, Greville Fane e O desenho no tapete.
Em 1995, a Editora Nova Alexandria, São Paulo, publica A vida privada e outras histórias, com tradução de Onédia Célia Pereira de Queiroz, que contém A vida privada, A lição do mestre e O desenho no tapete. Houve uma reedição em 2001.
Em 1996, sai uma nova edição de A lição do mestre, pela Editora Paz e Terra, Seção Leitura, com tradução de Afonso Teixeira Filho e Rui Costa Pimenta. Houve uma reedição em 1997.
Em maio de 2014, a Grua Livros lança A Lição do Mestre, com tradução de Paulo Henriques Britto, na coleção A Arte da Novela.

## Histórico
O conto foi composto em 1888 e publicado em dois episódios na Universal Review, revista mensal de Nova York, nas datas de 16 de julho e 15 de agosto de 1888. A ideia nasceu de Henry James, após uma conversa com seu amigo jornalista Theodore Child, sobre as consequências do casamento. Em 5 de janeiro de 1888, em anotações usadas para sua obra, James escreve a Child que atribuía a má qualidade literária de uma obra recente de Alphonse Daudet ao fato de que este autor tinha esposa e filhos e, portanto, seria obrigado a produzir de forma barata e indiscriminada.
A história foi posteriormente revisada e impressa no volume em 1892, sofreu uma revisão mais profunda e foi publicada por James em York Edition, isto é, em sua nova edição completa de suas obras. Naquela ocasião, James afirmou que não tinha verdadeiros modelos para os personagens Overt e Henry Paul St George.